# شوكت داغ
شوكت داغ (بالتركية: Şevket Dağ)‏ (إسطنبول، 1876 – إسطنبول، 1944)؛ رسام تركي مبدع، ومدرس رسم، وسياسي بارع.

## حياته

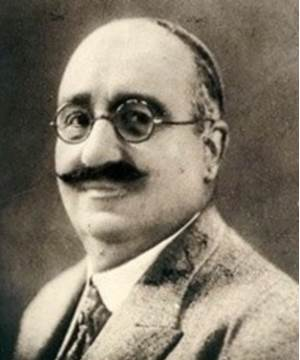

تلقى تعليمه الإبتدائي في مدرسة الحاج فرحات الإبتدائية. ثم تلقى تعليمه المتوسط في دار المعلمين. ثم بمكتب الصنائع النفيسة سنة 1897، وتخرج باستحقاق، ودرس مع عثمان حمدي بك والمعماري ألكسندر فالاري. وتولى مأمورية بالأوقاف لفترة من الوقت.
ومع بداية سنة 1902 ولمدة 23 سنة، شرع يعلم الرسم في المدرسة المحمودية الرشدية. عمل في مدارس عديدة في ثانوية غلطة سراي، ونيشانتشي للديكور، وآق سراي، وفيريكوي، وخواجة رشيد باشا، ومدرسة قاضي كوي للنماذج، والوفاء للديكور. وقد تتلمذ على يده فكرت معلا في غلطة سراي.

## وصلات خارجية
http://imtinaharf.blogspot.com/2012/05/sevket-dag.html